# Río Chagres

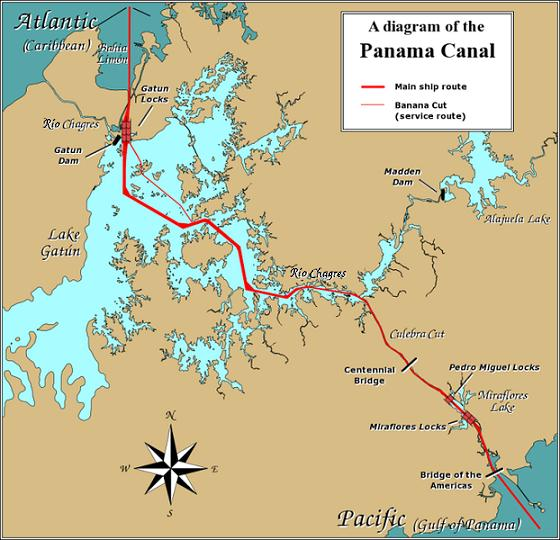
Der Río Chagres entspringt in den Bergen Zentral-Panamas; er durchquert den Gatúnsee und mündet nordwestlich in die Karibik.

Der ca. 125 km lange Río Chagres (auch Río de Chagre oder Río Chagre genannt; ursprüngliche Benennung als Río de los Lagartos, d. h. „Fluss der Eidechsen“, im Jahr 1508 durch Diego de Nicuesa und Alonso de Hojeda) ist ein in Zentral-Panama gelegener Fluss. 

## Verlauf
Der in der Cordillera de San Blas in einer Höhe von rund 610 m entspringende Río Chagres war ein oft träge fließendes, in der Regenzeit aber rasch zu einem reißenden Strom anschwellendes Gewässer, das zunächst in südwestlicher Richtung, dann aber in einem großen Bogen nach Norden floss und etwa 12 km (Luftlinie) südwestlich der Stadt Colón in das Karibische Meer mündete. Durch den Bau von Stauwerken im Zuge des Panamakanal-Baus ist der Fluss bedeutend ruhiger und kontrollierbarer geworden.

## Geschichte
Der Fluss wurde zuerst von Diego Cueto und seinem Steuermann Pedro de Umbria im Jahr 1506 erforscht. 21 Jahre später suchte Hernando de la Serna im Auftrag der spanischen Krone (Karl V.) nach einer geeigneten Stelle für den Bau eines Kanals durch den Isthmus von Panama. Am Ende wurde eine neue Landverbindung (neben dem Camino Real de Castilla de Oro) entdeckt, der Camino de Cruces. Der Weg verlief von Alt-Panama zur Stadt Venta de Cruces. Von dort konnte dann per Boot auf dem Río Chagres die Karibik erreicht werden. Heute liegt Venta de Cruces in den Tiefen des aufgestauten Gatúnsees.

## Panamakanal
Zum Bau des Panamakanals wurde der Unterlauf in den Jahren 1907 bis 1913 durch den Gatún-Damm zu dem ca. 26 m hoch gelegenen Gatúnsee (span. Lago Gatún) aufgestaut. Dieser stellt den zentralen Teil des Panamakanals dar. Gleichzeitig liefert der Río Chagres das für den Betrieb der Kanalschleusen benötigte Wasser. Um Störungen des ständig zunehmenden Schiffsverkehrs durch den ungezähmten Fluss zu vermeiden und auch in trockenen Perioden ausreichend Wasser für den Schleusenbetrieb zu haben, wurde der Río Chagres im Jahr 1935 im Oberlauf zusätzlich durch den Madden-Damm zum Alajuelasee aufgestaut.
In größeren zeitlichen Abständen führt der Río Chagres allerdings so viel Wasser, dass sowohl der Alajuela- als auch der Gatúnsee ihren maximalen Füllstand erreichen. So musste der Schiffsverkehr auf dem Panamakanal vom 8. zum 9. Dezember 2010 für 17 Stunden unterbrochen werden – zum dritten Mal in der 96-jährigen Geschichte des Kanals.
Das Einzugsgebiet des Río Chagres untersteht der Verwaltung der Panama Canal Authority (Autoridad del Canal de Panamá [ACP]), die nicht nur den Panamakanal betreibt, sondern auch Strom und 95 % des Trinkwassers für die Städte Colón, Panamá, San Miguelito und zukünftig auch Chorrera liefert.